# Čoltovo
Čoltovo – wieś (obec) na Słowacji położona w kraju koszyckim, w powiecie Rożniawa. Pierwsze wzmianki o miejscowości pochodzą z roku 1291. 
Według danych z dnia 31 grudnia 2012, wieś zamieszkiwało 476 osób, w tym 240 kobiet i 236 mężczyzn.
W 2001 roku rozkład populacji względem narodowości i przynależności etnicznej wyglądał następująco:
- Słowacy – 9,47%
- Czesi – 0,21%
- Romowie – 17,47%
- Ukraińcy – 0,21%
- Węgrzy – 70,53%

Ze względu na wyznawaną religię struktura mieszkańców kształtowała się w 2001 roku następująco:
- Katolicy rzymscy – 76,42%
- Grekokatolicy – 0,63%
- Ewangelicy – 7,37%
- Ateiści – 6,53%
- Przedstawiciele innych wyznań – 0,42%
- Nie podano – 2,11%